# ジェームズ・マーティン (エンジニア)

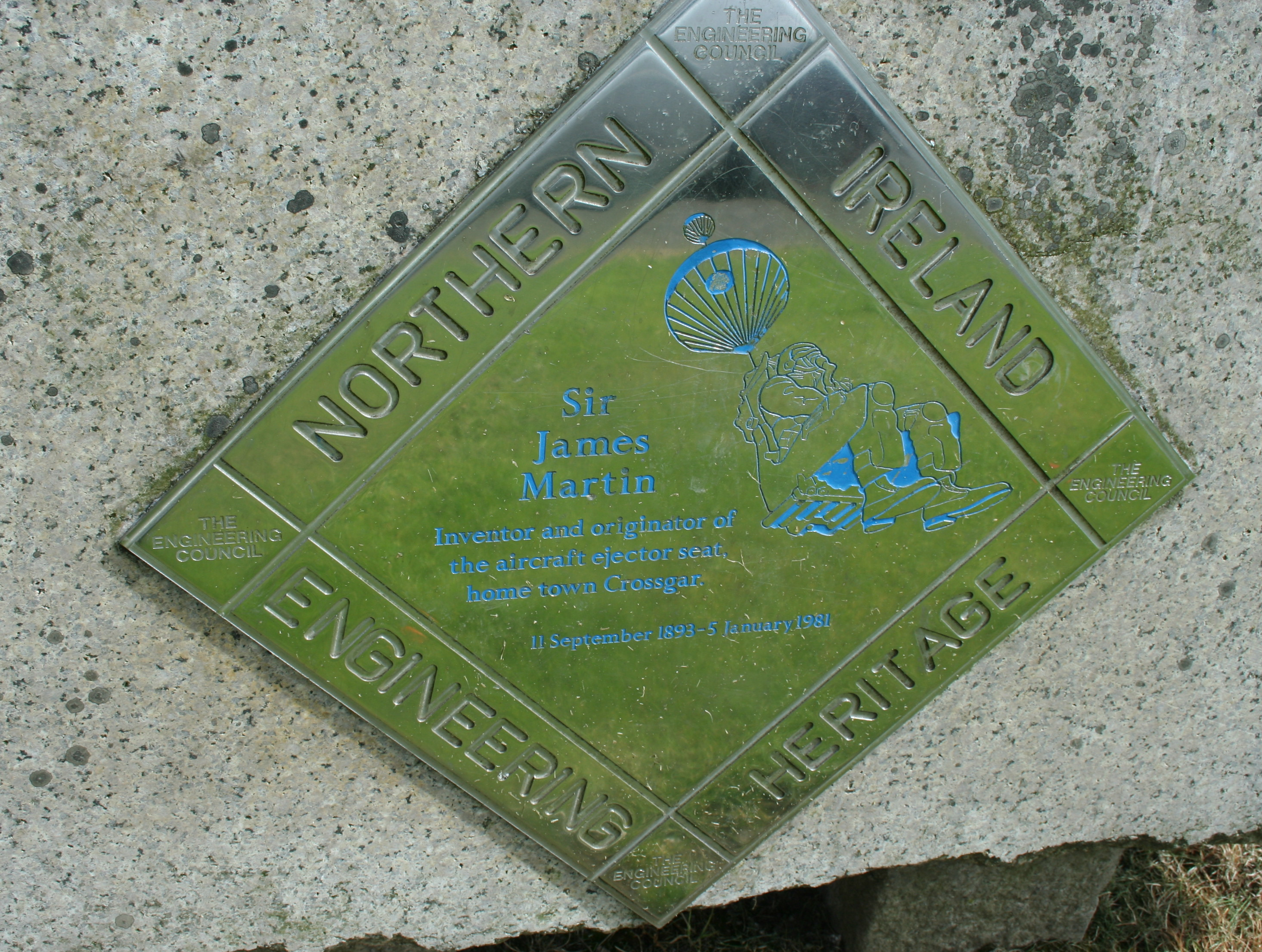
マーティンの故郷・クロスガーにある記念碑

ジェームズ・マーティン（Sir James Martin、1893年9月11日 - 1981年1月5日）は、イギリスの技術者、企業家である。1934年にヴァレンタイン・ヘンリー・ベイカーとともに航空機メーカー、マーティン＝ベイカー・エアクラフトを創立した。マーティン＝ベイカーは現在、射出座席のトップメーカーである。

## 概要
アイルランド北部（のちの北アイルランド）ダウン県のクロスガー（Crossgar）に生まれた。技術者として働き、1929年に自らの工場を設立した。1934年に第一次世界大戦のエース・パイロットであるヴァレンタイン・ベイカーと航空機メーカー、マーティン＝ベイカー・エアクラフトを設立した。1938年に単座戦闘機M.B.2、1942年にM.B.3を開発したが空軍に採用されず、1942年にはテスト・パイロットを務めたベーカーはM.B.3で事故死した。
1944年空軍省から射出座席の開発の依頼を受け、1945年にダミーによる最初のテストを行った。1946年7月24日に実際にパイロット、バーナード・リンチによってテストが行われ、1949年に起きたAW.52の事故時には乗員を脱出させることに成功した。1964年、イギリス飛行クラブ金賞を受賞した。
北アイルランドのポンド紙幣発行権を持つ銀行の一つ、ノーザン銀行が発行する100ポンド紙幣に肖像が使用されている。
称号としてはCBE、CEng、FIMechE、FRAeSをもつ。